# Nation of Gondwana

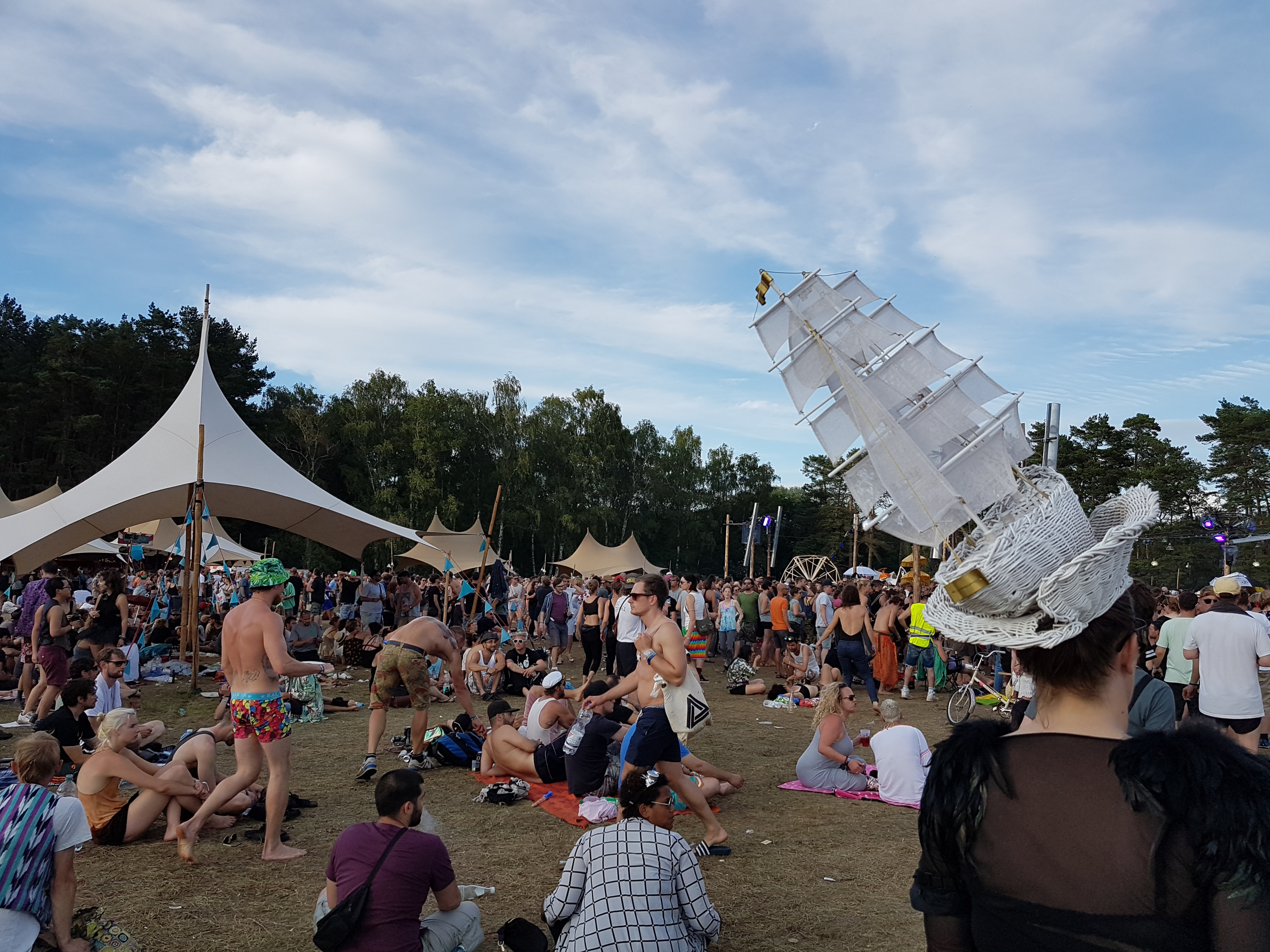
Nation of Gondwana 2017

Die Nation of Gondwana (kurz: Nation) ist ein seit 1995 jährlich stattfindendes alternatives Freiluft-Musikfestival (Open-Air) für elektronische Musik. Die Veranstalter organisieren das Festival unter dem Namen „Pyonen“. Es findet im Umland Berlins statt. Seit 1999 hat sich als fester Veranstaltungsort eine Waldlichtung mit anliegendem See bei Grünefeld, einem Ortsteil der Gemeinde Schönwalde-Glien, etabliert. Aufgrund einer Ordnungsverfügung ist auf dem Platz nur eine begrenzte Anzahl an Gästen zugelassen. Die Open-Air-Veranstaltung ist mit 8000 Besuchern regelmäßig ausverkauft.
Der Name des Festivals lässt sich auf den Urkontinent Gondwana zurückführen und war die Idee eines Freundes der Veranstalter.

## Geschichte
Die beiden Organisatoren des Festivals veranstalteten in den frühen 1990er Jahren erste Techno-Partys um die Berliner Hausbesetzerszene. Die Idee zur Nation of Gondwana entstand, nachdem sie während eines Loveparade-Wochenendes bei einer Party im Eimer mit dem Techno-Produzenten Der Dritte Raum auf Grund des großen Besucheransturms nicht mehr eingelassen worden waren. Sie entschieden daraufhin, für das folgende Jahr eine eigene Open-Air-Veranstaltung während der Loveparade ins Leben zu rufen. Mit Hilfe einer Fahrradkarte entdeckten sie eine Lichtung mit anliegendem See in Brandenburg als Veranstaltungsort.
Anfangs noch mit etwa 1500 Besuchern, findet das Festival seither an einem Wochenende im Juli statt und wurde auch nach dem vorläufigen Ende der Loveparade weitergeführt. Neben klassischen DJ-Sets fanden mehrfach auch abweichende Musik- und Kunstaufführungen statt. So zum Beispiel 1997 der Auftritt einer Punkband. 1998 wurden in dem See Gasleitungen verlegt, um ihn während des Auftritts einer US-amerikanischen Opernsängerin in Feuer aufgehen zu lassen. Das Festival führte in diesem Jahr wegen der hohen Kosten und des starken Regens zu finanziellen Schwierigkeiten.
1999 wurde das Festival erstmals in Grünefeld durchgeführt.
2001 wurden 3500 Besucher gezählt. In diesem Jahr bereitete erneut starker Regen Probleme.
2002 gab es bei einer Gemeindevertretersitzung im Nachbarort Börnicke Beschwerden wegen zu langer und lauter Musik, die zusammen mit einer Unterschriftenliste eingerichtet wurden, sowie der Androhung, eine einstweilige Verfügung zu beantragen. Auf der Gemeindesitzung sprach sich lediglich eine Person für die Veranstaltung aus. Bei einem gemeinsamen Gespräch im Oktober 2001, zu dem neben dem Bürgermeister lediglich zwei weitere Anwohner aus Börnicke erschienen, sicherten die Veranstalter zu, die Lautstärke zukünftig um 25 Prozent und nachts nochmal zusätzlich zu reduzieren. Die Androhung einer einstweiligen Verfügung wurde daraufhin zurückgezogen.

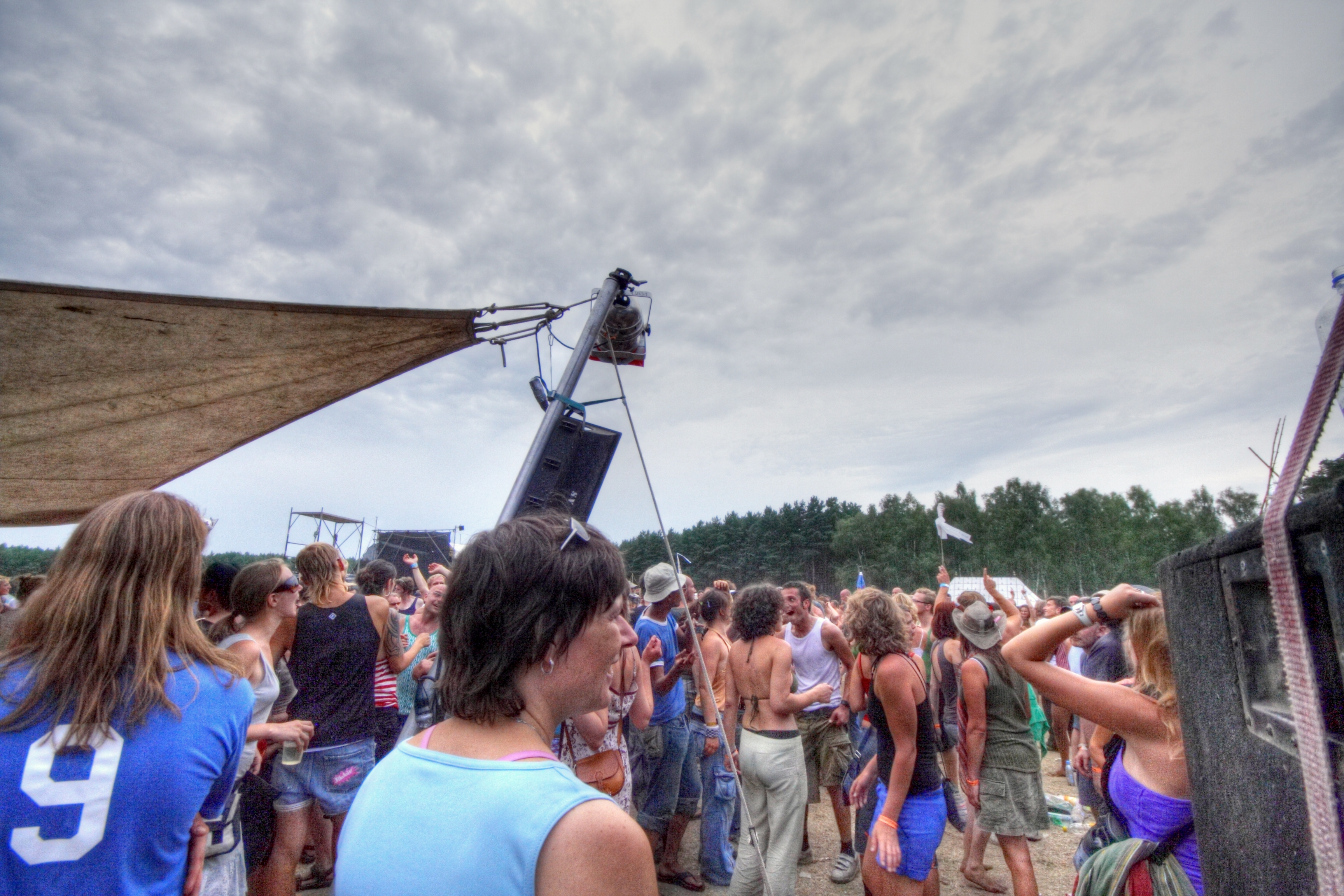
Nation of Gondwana 2006

2003 fand die Nation of Gondwana am Schloss Dammsmühle statt. Zwischen 4.30 und 6 Uhr morgens musste die Musik in diesem Jahr wegen einer Anwohnerbeschwerde abgestellt werden. 2006 hatte das Festival erneut mit starkem Regen zu kämpfen.
Da im Jahr 2011 das Wetter erst kurz vor Veranstaltungsbeginn besser wurde und ein Großteil der Gäste erst am Samstag anreiste, führte dies zu einem größeren Stau in der Umgebung und stellt Veranstalter und Polizei vor Schwierigkeiten bei der Verkehrsregulierung.
2015 gab es etwa 25 Beschwerden wegen zu lauter Musik, obwohl trotz eines zugelassenen A-Messwerts in Höhe von 55 Dezibel lediglich 37 bis 46 Dezibel tatsächliche Lautstärke gemessen wurden. Dies wurde auf den sogenannten C-Wert der Bässe zurückgeführt, der nicht gemessen werden konnte.
Am 20. Juni 2018 wurde die Nation of Gondwana mit Beteiligung einer der Veranstalter im Kulturausschuss des Landtags Brandenburg thematisiert, um wirtschaftliche und kulturelle Chancen zu erörtern, die entsprechende Veranstaltungen dem Land Brandenburg bieten könnten. Dabei wurden insbesondere bürokratische Hürden wie eine erforderliche Waldumwandlungsgenehmigung kritisiert, die eine Durchführung von Festivals unnötigerweise erschweren würden. Abgeordnete wie Henryk Wichmann (CDU) und Isabelle Vandré (Die Linke) sprachen sich für deutliche Erleichterungen aus.
Die Abgeordneten der Landtagsfraktion der AfD Brandenburg Thomas Jung und Andreas Kalbitz stellten 2018 eine kleine Anfrage zur Nation of Gondwana. Darin fragten sie die Landesregierung unter anderem, ob und inwiefern die Veranstaltung von der Landesregierung gefördert wurde, wie viele Straftaten auf der Veranstaltung begangen wurden, wie hoch die Kosten für die Polizeieinsätze waren, ob es unter den Veranstaltern vorbestrafte Personen gäbe und ob die Landesregierung Erkenntnisse darüber habe, ob sich unter den Teilnehmern oder den privaten Sicherheitskräften Personen befanden, die der extremistischen Szene zugeordnet werden. Die Anfrage war eine von mehreren Anfragen der AfD zur Kulturszene und wurde als Angriff auf die Kunstfreiheit und Einschüchterungsversuch der Künstler kritisiert.
Wegen der COVID-19-Pandemie fiel die Nation of Gondwana im Jahr 2020 aus. Stattdessen wurde an dem Wochenende des ursprünglich geplanten Veranstaltungstermins auf Youtube, Facebook und über den Streaming-Dienst des Chaos Computer Club ein 24-Stunden langer Livestream mit verschiedenen DJ-Sets gesendet, der zuvor auf dem Festivalgelände aufgezeichnet worden war.
Im Jahr 2021 konnte das Festival trotz der weiterhin andauernden COVID-19-Pandemie wieder stattfinden. Dies war durch die niedrigen Inzidenzen und ein umfangreiches Hygienekonzept möglich. Dies beinhaltete unter anderem, dass die Besucherzahl auf zwei aufeinanderfolgende Wochenenden aufgeteilt wurde, an denen das Festival stattfand. Alle Besucher mussten einen negativen PCR-Test oder vollständigen Impfschutz nachweisen. Vor Eintritt auf das Festivalgelände wurden noch einmal Schnelltests durchgeführt. Die Anreise war nur mit Fahrrad oder Auto möglich, um eine Clusterbildung im öffentlichen Nahverkehr zu vermeiden. Eine Maskenpflicht herrschte lediglich an den Bars und Essenständen. Das Festival diente als Modellprojekt des Landes Brandenburg und wurde wissenschaftlich begleitet.

## Festival
Das Publikum des Festival mischt sich aus Anhängern elektronischer Tanzmusik und ist teils beeinflusst von der Hippie- und Psytrance-Szene. Auf Sponsoren und Werbung wird verzichtet.
Die Lichtinstallationen mit verschiedenen Lasern und Projektionen werden alljährlich von mehreren Licht-Künstlern und Kollektiven installiert.
Musikalisch setzt die Nation of Gondwana den Fokus auf elektronische Tanzmusik und bot daneben immer wieder Raum für andere Genres wie Rock ’n’ Roll, Trance, Punk, Jazz, Dub oder Jungle. Regelmäßig auftretende DJs sind und waren unter anderem Gianni Vitiello, Der Dritte Raum, Sven Dohse und Monika Kruse. Des Weiteren bietet das Line-Up alljährlich eine Mischung aus Berliner DJs und internationalen DJs.
Für 2018 wurden unter anderem Tiga, Marek Hemmann, Recondite, Daniel Avery und Parra for Cuva angekündigt.

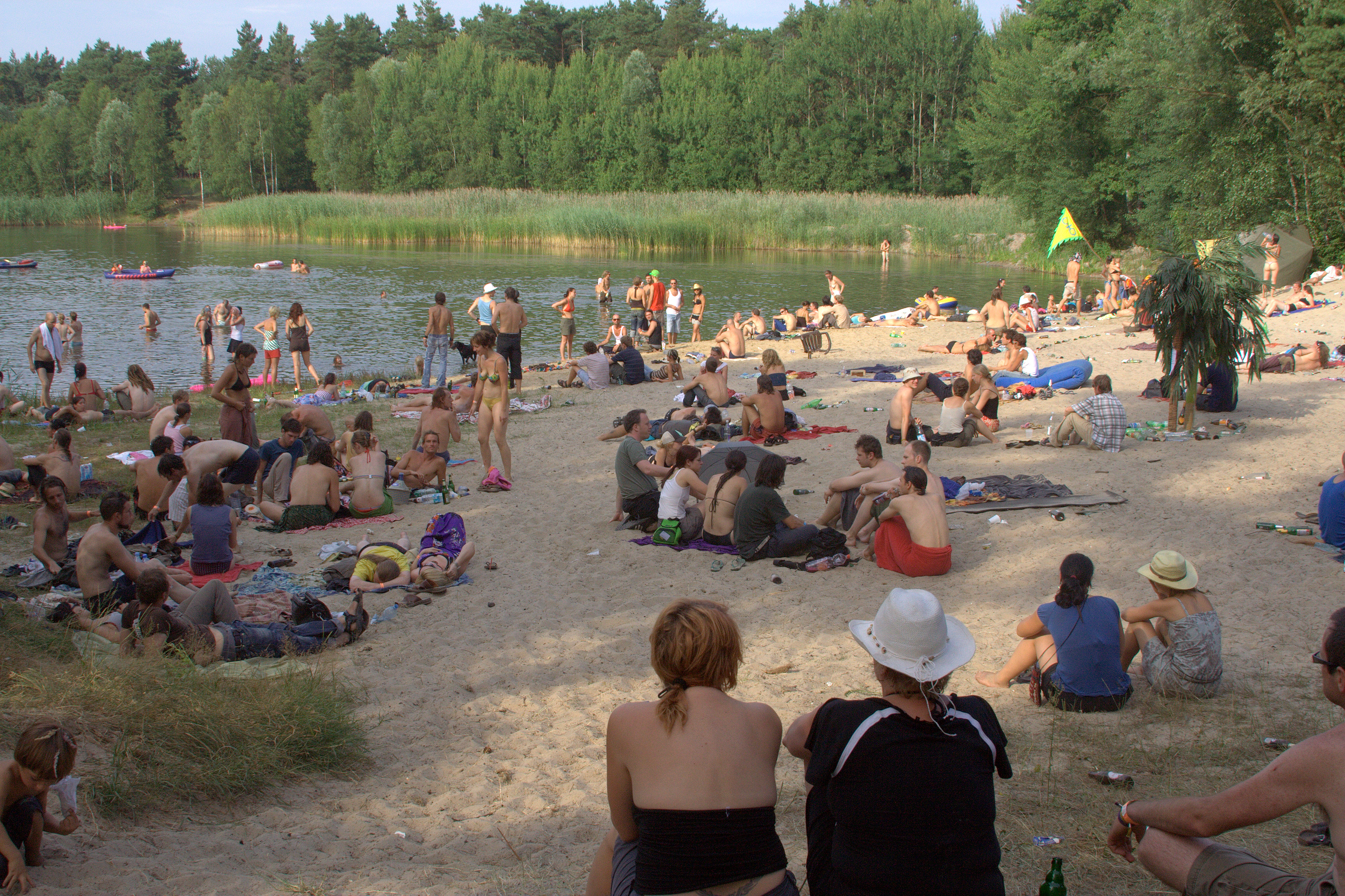
Die zweitgrößte Tanzfläche am See

Zwischenzeitlich existierten ein bis fünf Tanzflächen. Zwischenzeitlich haben sich die vier verschiedene Tanzflächen auf dem Gelände etabliert:
- Wiese: die größte Tanzfläche mit einem Schwerpunkt auf Techno
- See: die zweitgrößte Tanzfläche am Strand des Kiessees mit vermehrten House-Beats (zeitweise auch „Strand“ genannt)
- Spelunke: eine kleinere Tanzfläche in der Nähe des Sees mit einem Fokus auf Downbeat
- Bei Birke: die jüngste Tanzfläche an einer alleinstehenden Birke bietet Raum für (weibliche) Newcomer-DJs

Hinzu kommen mehrere kleinere Bühnen mit einem interaktiven und künstlerischen Programm. Da das Veranstaltungsgelände lediglich gemietet ist, wird die gesamte Festival-Infrastruktur jährlich mit etwa einer Woche Vorlauf vollständig neu aufgebaut.
Zelten ist auf dem Gelände für die Gäste ab freitags möglich und wie Trinkwasser und Duschmöglichkeiten im Eintrittspreis inbegriffen. Um den Platz sauber zu halten, wird Müllpfand erhoben. Die medizinische Versorgung wird von dem Roten Kreuz übernommen. Für Autoparkplätze steht seit 2014 ein begrenztes Ticketkontingent zur Verfügung. Seit 2017 wird außerdem eine gebührenpflichtige bewachte „Fahrradgarderobe“ angeboten. Als Alternative zur Anreise mit dem PKW existiert ein kostenloser Shuttle-Service.
Seit 2015 gibt es ein Awareness-Team. Das Festival war damit nach dem Fusion Festival die zweite Veranstaltung im deutschsprachigen Raum mit einem solchen Konzept.

## Veranstalter
Veranstaltet wird die Nation of Gondwana von dem Künstlerkollektiv „Pyonen“. Der Name bezieht sich auf die ebenso genannten Tagelöhner aus dem Roman Der Wüstenplanet von Frank Herbert.
Neben der Nation of Gondwana sind die Veranstalter seit 1999 an der Produktion des alle vier Jahre stattfindenden Chaos Communication Camps beteiligt und waren mit einem Musikwagen auf dem Karneval der Kulturen vertreten.

## Kooperationen mit Gemeinde und Region

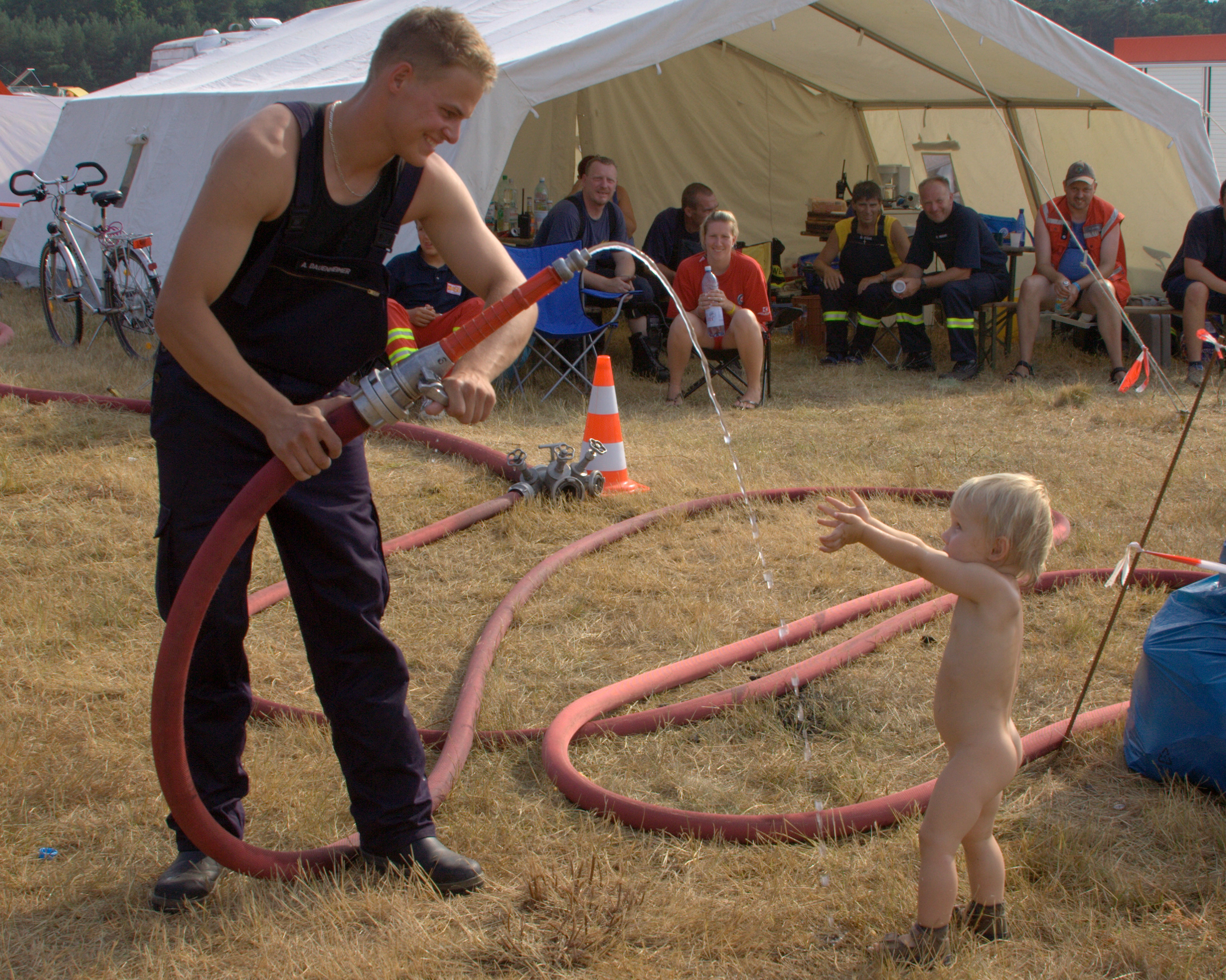
Grünefelder Feuerwehr auf der Nation of Gondwana

Der nächstgelegene Ort Grünefeld wird bei der Veranstaltung mit einbezogen. Neben der Kooperation mit verschiedenen örtlichen Lieferanten sind mehrere Dorfbewohner in die Vorbereitungen der Veranstaltung involviert. Gemeinde und Vereine sind bei den Aufräumarbeiten behilflich. Für Jugendliche aus der Ortschaft besteht die Möglichkeit, gegen eine kostenlose Festivalteilnahme bei den Aufbauarbeiten behilflich zu sein. Die örtliche Feuerwehr und der Seniorenclub Grünefeld betreiben während der Veranstaltung Verpflegungsstände. Eröffnet wird das Festival seit 2014 traditionell von dem Grünefelder Frauenchor.
2013 spendeten die Veranstalter aus den Einnahmen des Festivals für einen Spielplatz der Gemeinde. Für das darauf folgende Jahr wurde eine Spende für die örtliche Kita und eine professionelle Reinigung des 300 Quadratmeter großen Sees zugesagt, die mittels einer Sandreinigungsmaschine aus Kloster Lehnin durchgeführt wurde.
Jährlich würden laut Veranstalter Aufträge von 500.000 Euro an Firmen aus dem Havelland und angrenzende Landkreise vergeben.

## Kooperation mit der BTU Cottbus
Seit 2011 besteht eine regelmäßige Kooperation der Nation of Gondwana mit der Brandenburgischen Technischen Universität Cottbus-Senftenberg. Auf dem Festivalgelände werden verschiedene, bis zu fünf Meter hohe Skulpturen aus Holz neben den Tanzflächen ausgestellt, die von Architekturstudenten des 2. Semesters in der Tragwerkslehre als Semesterarbeit entwickelt wurden. Die Skulpturen werden verschiedenfarbig ausgeleuchtet und bieten Orientierungspunkte auf dem Festivalgelände.

## Flyer
Die Flyer zur Veranstaltung waren seit Mitte der 1990er Jahre in der Regel auf Briefmarkengröße zugeschnittene laminierte Plättchen, auf denen teils Fotografien vergangener Veranstaltungen von befreundeten Fotografen abgebildet waren. Die Autorin Anja Schwanhäußer beschreibt das Konzept hinter dem Format in ihrem Buch Kosmonauten des Underground: Ethnografie einer Berliner Szene wie folgt: 

„Durch ihre geringe Größe missachten sie die Regeln des «Aufmerksamkeits-Managements». Sie spielen sich nicht in den Vordergrund, sondern halten sich im Gegenteil bewusst im Verborgenen. Dass sie dennoch entdeckt werden (sofern man die Flyer nicht ohnehin in die Hand gedrückt bekommt) liegt daran, dass die Akteure der Szene im genauen Beobachten geübt sind. Die Pyonen arbeiten mit dieser Sensibilität.“

## Filme
- Ein Dorf im Techno-Fieber, rbbKultur – Das Magazin, Reportage 2019
- Kirian Scheuplein: Pyonen – Nation of Gondwana 1998. In: YouTube. 10. Januar 2019. (Video; 37:05 min)